# Anolis ricordi
Anolis ricordi är en ödleart som beskrevs av  Duméril och BIBRON 1837. Anolis ricordi ingår i släktet anolisar, och familjen Polychrotidae.

## Underarter
Arten delas in i följande underarter:
- A. r. ricordi
- A. r. leberi
- A. r. subsolanus
- A. r. viculus